# Jérôme Garcès
Jérôme Garcès, né le 24 octobre 1973 à Pau, est un arbitre international français de rugby à XV. Le 29 octobre 2019, il arbitre la finale de la Coupe du monde de rugby à XV 2019.

## Biographie

### Carrière d'arbitre
Garcès fait ses débuts au rugby en tant que joueur en junior à l'Étoile sportive arudyenne. Il évolue également à l'US Mourenx, avant de revenir à l'ES Arudy. Encouragé par son père, lui-même ancien arbitre, Jérôme Garcès arbitre le samedi et joue avec son club le dimanche. Mais à la suite d'une blessure au scaphoïde, il abandonne son poste d'ailier pour se consacrer entièrement à l’arbitrage. Il gravit rapidement les échelons, intégrant la liste des arbitres du Top 14 en 2006.
En juin 2010, il devient le cinquième arbitre professionnel en France, rejoignant Christophe Berdos et Romain Poite toujours en activité. De fait, il abandonne son emploi de fournisseur chez Turbomeca à Bordes. Il arbitre régulièrement des matchs de championnat de France, mais aussi de coupe d'Europe, de challenge européen.
Au niveau international, il débute dans les compétitions de jeunes. Il débute comme juge de touche dans le Tournoi des Six Nations en 2010 d'abord à Dublin pour Irlande - Italie, puis à Rome pour Italie - Angleterre. Il entre dans le panel des arbitres internationaux en avril 2010 et officie, le 30 mai 2010 devant 45 000 spectateurs au stade de Twickenham, lors du match de l'Angleterre contre les Barbarians (35-26). En juin 2010, il officie dans le cadre de la Churchill Cup, compétition internationale regroupant les États-Unis, l'Uruguay, le Canada, la Russie, l'Angleterre A et la France A.
Le 13 mars 2011, Garcès fait sa première apparition dans un match du Tournoi. Il remplace Romain Poite, blessé au mollet lors du match de Calcutta Cup entre l'Angleterre et l'Écosse à Twickenham. Sa prestation est saluée puisqu'il est retenu pour officier lors de la coupe du monde 2011, dans la liste des sept juges de touches et fait partie des réservistes en cas de défaillance d'un des dix arbitres de champ. 

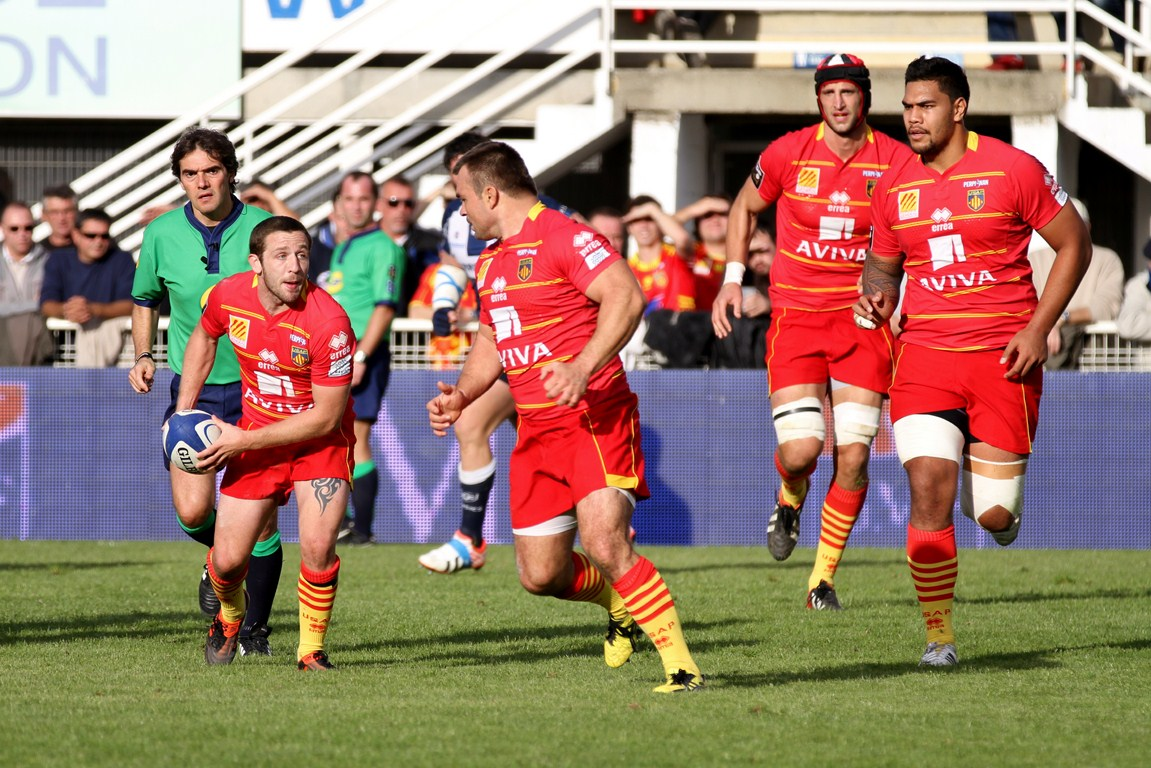
Jérôme Garcès arbitrant Castres - Perpignan le 1er novembre 2012.

Lors de la vague de désignations pour le Tournoi 2012, il est désigné pour la première fois de sa carrière pour un match du tournoi comme arbitre du centre lors de la rencontre opposant l'Italie à l'Angleterre.
Le 1er juin 2013, il arbitre sa première finale de Top 14, entre le Castres olympique et le RC Toulon. Un mois plus tard, il est désigné par Joël Jutge sur deux matchs du Rugby Championship, encore un signe de sa montée en puissance dans l'élite mondiale.
Il fait partie des douze arbitres retenus pour la Coupe du monde 2015 en Angleterre. Il y arbitre, entre autres, le match entre l'Angleterre et le Pays de Galles (25-28), et Bernard Laporte, alors commentateur pour la chaîne TF1, qualifie le match de l'arbitre français de « très bon ». Il arbitre par la suite le quart de finale entre l'Irlande et l'Argentine.
Il arbitre également la demi-finale entre l'Afrique du Sud et la Nouvelle-Zélande. Il devient ainsi le premier arbitre français à officier lors d'une demi-finale de coupe du monde. Enfin, il est désigné comme arbitre de touche de la finale de la coupe du monde 2015 aux côtés de l'Anglais Wayne Barnes, tandis que le Gallois Nigel Owens est désigné arbitre de champ par World Rugby.
En 2017, il est désigné arbitre vidéo pour la finale du Top 14. Il arbitre le match Chiefs - Lions puis le deuxième test-match Nouvelle-Zélande - Lions lors de la Tournée des Lions britanniques et irlandais 2017.
En 2019, il est de nouveau sélectionné pour arbitrer des matchs de la Coupe du monde au Japon. Le 29 octobre 2019, il est désigné par World Rugby pour arbitrer la finale Angleterre - Afrique du Sud, le samedi 2 novembre 2019, devenant ainsi le premier Français à arbitrer une finale de Coupe du monde.
Jérôme Garcès reçoit la médaille d'or de la jeunesse, des sports et de l'engagement associatif après sa finale de Coupe du monde en 2019. Elle lui est remise par la ministre des Sports Roxana Maracineanu aux côtés de Romain Poite et Pascal Gaüzère.
Il est contraint de mettre un terme à sa carrière d'arbitre après cette compétition, tenu par la limite d'âge de 45 ans des arbitres professionnels français . Il intègre alors la direction nationale de l'arbitrage de la Fédération française de rugby pour assister le nouveau directeur national de l'arbitrage Franck Maciello en tant que manager technique des arbitres du secteur professionnel.
Fin janvier 2021, il intègre le staff de l'équipe de France de rugby à l'occasion de la préparation du Tournoi des Six Nations. Il reste en fonction pour préparer la Coupe du monde 2023.

### Distinctions personnelles

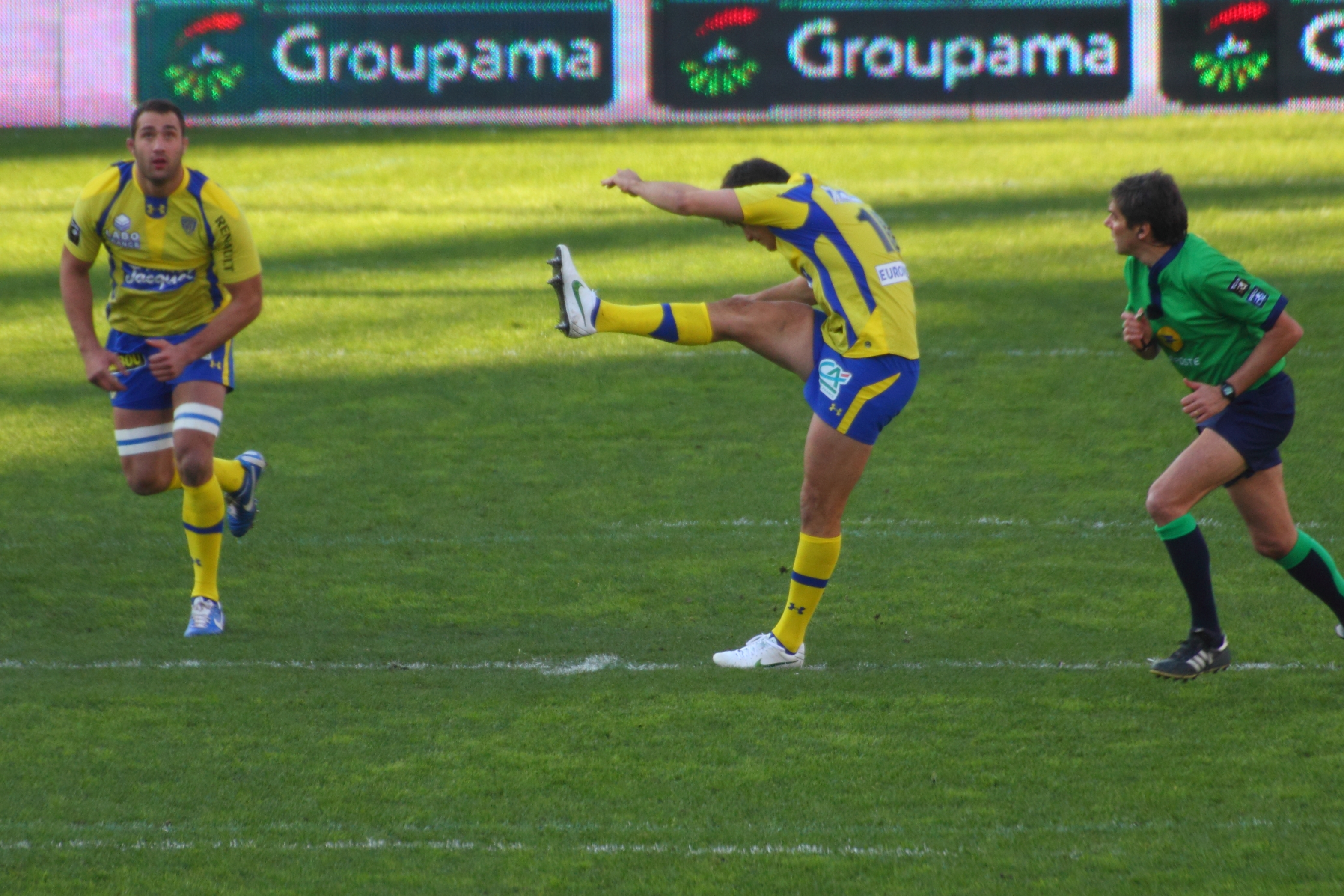
Jérôme Garcès, à droite, en 2012, lors du match opposant l'ASM Clermont Auvergne et le Stade toulousain.

- Nuit du rugby 2015 : élu meilleur arbitre français du Top 14 saison 2014-2015.
- Nuit du rugby 2018 : élu meilleur arbitre français du Top 14 saison 2017-2018.
- Nuit du rugby 2019 : élu meilleur arbitre français du Top 14 saison 2018-2019.
- Médaille de la jeunesse, des sports et de l'engagement associatif, or (2019)

### Anecdotes
Jérôme Garcès est connu dans le milieu arbitral pour son coup de sifflet multicorde. Il utilise des sifflets de la marque Acme Thunderer, et utilise le modèle 58,5.

## Palmarès d'arbitre
- Arbitre de champ : 
  - Tournoi des six nations : 2011, 2012, 2013, 2014, 2015, 2016, 2017, 2018 et 2019
  - Coupe du monde 2015 :
    - Matchs de poule :  Angleterre -  Pays de Galles,  Afrique du Sud -  Japon et  Irlande -  Italie
    - Phase finale : quart de finale  Irlande -  Argentine et demi finale  Afrique du Sud -  Nouvelle-Zélande

  - Coupe du monde 2019 :
    - Matchs de poule :  Nouvelle-Zélande -  Afrique du Sud,  Irlande -  Russie et  Pays de Galles -  Fidji
    - Phase finale : quart de finale  Angleterre -  Australie, demi finale  Pays de Galles -  Afrique du Sud et finale   Angleterre -  Afrique du Sud

  - Coupe d'Europe : 2013 (quart-de-finale), 2014 (quart-de-finale), 2015 (quart-de-finale), 2016 (quart-de-finale), 2017 (quart-de-finale), 2018 (quart-de-finale), 2019 (demi-finale et finale)
  - Challenge européen : 2010 (quart-de-finale), 2014 (finale), 2015 (finale), 2018 (finale).
  - Championnat de France : 2009 (demi-finale), 2010 (demi-finale), 2011 (demi-finale), 2012 (demi-finale), 2013 (barrage et finale), 2014 (barrage), 2015 (barrage), 2016 (barrage), 2018 (finale), 2019 (finale).

- Juge de touche :
  - Tournoi des six nations 2010, 2011 ;
  - Coupe du monde 2011 ; Coupe du monde 2015 (pour la finale  Nouvelle-Zélande -  Australie).
  - Championnat de France : 2011 (finale), 2012 (demi-finale), 2015 (finale).

- Arbitre vidéo :
  - Championnat de France : 2017 (finale)